# Ансульф
Ансульф (лат. Ansulfus, итал. Ansulfo; не ранее 712 — не позднее 744) — герцог Асти в первой половине VIII века из династии Агилольфингов.

## Биография
О правителях Астийского герцогства после владевшего им в 688—702 годах Анспранда сохранилось очень мало сведений. В средневековых хрониках сообщается о ещё четырёх правителях Асти лангобардского периода: Теодоне, Ансульфе, Имберге и Алипранде. Однако первые три из них не упоминаются в современных им исторических источниках, поэтому насколько приводимые о этих персонах сведения достоверны, неизвестно.
Родителями Ансульфа были правитель Асти Теодон и Имберга, а дядей по матери — лангобардский король Лиутпранд. Ансульф ещё юношей после смерти отца унаследовал Астийское герцогство. Однако уже вскоре он погиб: на охоте его случайно застрелил из лука его друг Артуольф, тут же убитый воинами герцога. Ансульф не оставил детей, и с согласия Лиутпранда власть над герцогством перешла к его матери Имберге.